# Stephanie Nesbitt
Stephanie Nesbitt, född den 10 augusti 1985 i Toronto, Kanada, är en amerikansk konstsimmare.
Hon tog OS-brons i lagtävlingen i konstsim i samband med de olympiska konstsimstävlingarna 2004 i Aten.